# Iouri Podladchikov
Iouri Iourеvich Podladchikov (fødselsnavn russisk: Юрий Юрьевич Подладчиков tr. Jurij Jurjevitj Podladtjikov ; født 13. september 1988 i Podolsk, Moskva oblast, Sovjetunionen) er en professionel snowboarder fra Schweiz, der blev olympiske mester under Vinter-OL 2014 i Sochi, da han tog guld i disciplinen halfpipe. Han er også kendt under navnet iPod.